# Union démocratique et socialiste de la Résistance
De Union démocratique et socialiste de la Résistance UDSR, Nederlands: Democratische en Socialistische Unie van het Verzet, was een centrumrechtse georiënteerde partij tijdens de Vierde Franse Republiek. De partij was in 1947 medeoprichter van de Liberale Internationale.

## Geschiedenis
De Union démocratique et socialiste de la Résistance werd in 1945 opgericht en kwam voort uit de niet-communistische verzetsbeweging Mouvement de libération nationale. De partij trachtte zich als arbeiderspartij te profileren, maar slaagde hierin niet, omdat de Section française de l'Internationale ouvrière, de traditionele socialistische partij, de meeste aantrekkingskracht op de arbeiders bleef uitoefenen. De UDSR was eerst alleen een fractie, maar werd in 1946 een politieke partij, toen het met de Parti démocrate (PD) fuseerde. De PD was na de Tweede Wereldoorlog opgericht door verzetslieden die voor de oorlog tot de Parti démocrate populaire, een christendemocratische partij, behoorden en tegen de oprichting van de christendemocratische Mouvement républicain populaire waren.
Het lukte de Union démocratique et socialiste de la Résistance niet om een vernieuwende, sociaaldemocratische en sociaalliberale partij te worden. De partij schoof naar rechts van het centrum op, maar weigerde zich overigens als een centrumrechtse partij te zien, zag zich als links republikeins.
De Union démocratique et socialiste de la Résistance nam in de tijd van de Vierde Franse Republiek aan veel regeringen deel. Toen Frankrijk in de woelige jaren 50 een bloedige oorlog in Indochina uitvocht en de Franse overzeese gebieden om meer autonomie, in sommige gevallen zelfs onafhankelijkheid eisten, was de UDSR bereid de bevolking daar tegemoet te komen. François Mitterrand, die later president werd, was een van de leidende figuren binnen de UDSR en in de jaren 50 minister van Franse overzeese gebiedsdelen.
René Pleven was voor de Union démocratique et socialiste de la Résistance premier. Hij leidde zijn kabinetten van 12 juli 1950 tot 10 maart 1951 en van 11 augustus 1951 tot 20 januari 1952. Pleven was voorzitter van de UDSR, maar ondervond concurrentie van Mitterrand. Toen Mitterrand in 1953 tot voorzitter van de UDSR werd gekozen schoof de partij naar links op. De UDSR trad in 1956 tot de centrumlinkse Front républicain toe, een samenwerking van de Républicains radicaux et radicaux-socialistes, de SFIO en het Centre national des républicains sociaux. Het Front républicain won de parlementsverkiezingen van 1956. De UDSR maakte weer deel uit van het kabinet-Mollet dit keer, van de SFIO. Als gevolg van de Algerije-politiek van premier Mollet viel het kabinet echter in juni 1957. Het was korte tijd hierna met de invloed van de UDSR gedaan.
De rechtervleugel van de partij, met Pleven en anderen, steunde de machtsovername van generaal Charles de Gaulle in mei 1958, terwijl de linkervleugel van de UDSR, met Mitterrand, de machtsovername veroordeelde. Mitterrand sprak van een 'permanente staatsgreep'.
De Union démocratique et socialiste de la Résistance bleef tot 1964 bestaan, toen de partij in het door Mitterrand opgerichte Convention des institutions républicaines CIR opging. Sommige UDSR'ers keurden de fusie af en sloten zich bij de christendemocraten aan, de linkervleugel van de gaullisten of bij de liberalen. Het CIR ging in 1971 op haar beurt in de Parti socialiste op, thans de voornaamste linkse partij in Frankrijk.

## Voetnoten
1. ↑  Rechts en zelfs
centrumrechts werden in Frankrijk lange tijd met de monarchie geassocieerd. Zelfs als een partij wel degelijk rechts was, waaronder de Rassemblement des gauches républicaines, bleef men zich hardnekkig links noemen.